# Maxmilián Pirner
Maxmilián Pirner (Sušice, 13 de fevereiro de 1854 – Praga, 2 de abril de 1924) foi um pintor checo. Foi membro da Secessão de Viena e da Associação de Belas Artes de Mánes.